# Thomas Rotherham
Thomas Rotherham est un prélat catholique anglais né le 24 août 1423 et mort le 29 mai 1500. Il est évêque de Rochester de 1468 à 1472, évêque de Lincoln de 1472 à 1480 et enfin archevêque d'York de 1480 à sa mort.
Au-delà de ses positions dans l'Église, Thomas Rotherham joue un rôle politique important sous le règne d'Édouard IV, qui le nomme gardien du Sceau privé en 1467, puis lord chancelier en 1474. Après la mort d'Édouard, il s'oppose brièvement aux ambitions de Richard III et s'éloigne du pouvoir sous Henri VII, peut-être pour des raisons de santé.
Thomas Rotherham est également un mécène des deux grandes universités d'Angleterre. À Cambridge, où il a fait ses études, il occupe le poste de chancelier à plusieurs reprises entre 1469 et 1492, ainsi que celui de maître de Pembroke College entre 1480 et 1488. À Oxford, il contribue à assurer la pérennité du Lincoln College fondé par son prédécesseur l'évêque de Lincoln Richard Fleming.

## Biographie

### Origines et études
Thomas Rotherham est né le 24 août 1423 à Rotherham, dans le Yorkshire. On ne sait presque rien de ses parents, sinon que son père est vraisemblablement mort avant 1475 et sa mère, prénommée Alice, avant 1492. Son testament indique qu'il a plusieurs frères et sœurs et qu'il utilise sa position pour leur obtenir des terres et des positions : son frère John obtient grâce à lui un domaine à Luton et son autre frère Roger est nommé recteur de Fakenham, dans le Norfolk.
Après avoir été éduqué par un précepteur, Rotherham entre au King's College de l'université de Cambridge en 1443. D'après certains auteurs, il serait passé par le récemment fondé collège d'Eton avant d'entrer à Cambridge, mais il n'existe aucune preuve de sa scolarisation dans cet établissement. Il reste à Cambridge jusque vers 1460, occupant les postes d'économe et de vice-prévôt à King's College, dont il devient fellow dès 1446.

### Débuts dans les ordres
La présence de Thomas Rotherham auprès d'Édouard IV est attestée en juillet 1461, lorsqu'il est mentionné comme étant l'un des chapelains du roi qui le nomme recteur de Ripple, dans le Worcestershire, mais les circonstances dans lesquelles il est entré à son service sont inconnues. Il obtient par la suite diverses prébendes, ainsi que les archidiaconés de Durham (en) et de Cantorbéry (en) et la prévôté de Wingham, dans le Kent, en 1467. Le roi le nomme gardien du Sceau privé la même année.

### Carrière épiscopale et diplomatique
Thomas Rotherham est sacré évêque de Rochester le 3 avril 1468. Édouard IV fait appel à lui pour plusieurs missions diplomatiques dans les mois qui suivent : il est envoyé en France d'août à octobre 1468, puis en Bourgogne en mai 1469. Il est élu chancelier de l'université de Cambridge la même année, poste qu'il occupe de manière intermittente jusqu'en 1492.
Lorsque Henri VI est rétabli sur le trône, en octobre 1470, Thomas Rotherham se réfugie au collège de chanoines de St. Martin's Le Grand (en), à Londres. Le nouveau roi lui retire le Sceau privé au profit de l'évêque de Coventry et Lichfield John Hales. La restauration d'Henri VI est de courte durée et Rotherham est rétabli dans ses fonctions au retour d'Édouard IV, en mai 1471.
Le 8 janvier 1472, Thomas Rotherham devient évêque de Lincoln. Il continue à jouer un rôle politique important à la cour d'Édouard IV, qui le nomme lord chancelier en 1474 et l'emmène avec lui en France d'avril à septembre 1475. Il est présent à la signature du traité de Picquigny entre Édouard IV et Louis XI le 29 août. De retour en Angleterre, il participe le 30 juillet 1476 à la cérémonie qui voit les corps de Richard d'York et Edmond, père et frère du roi, être ré-enterrés au château de Fotheringhay.

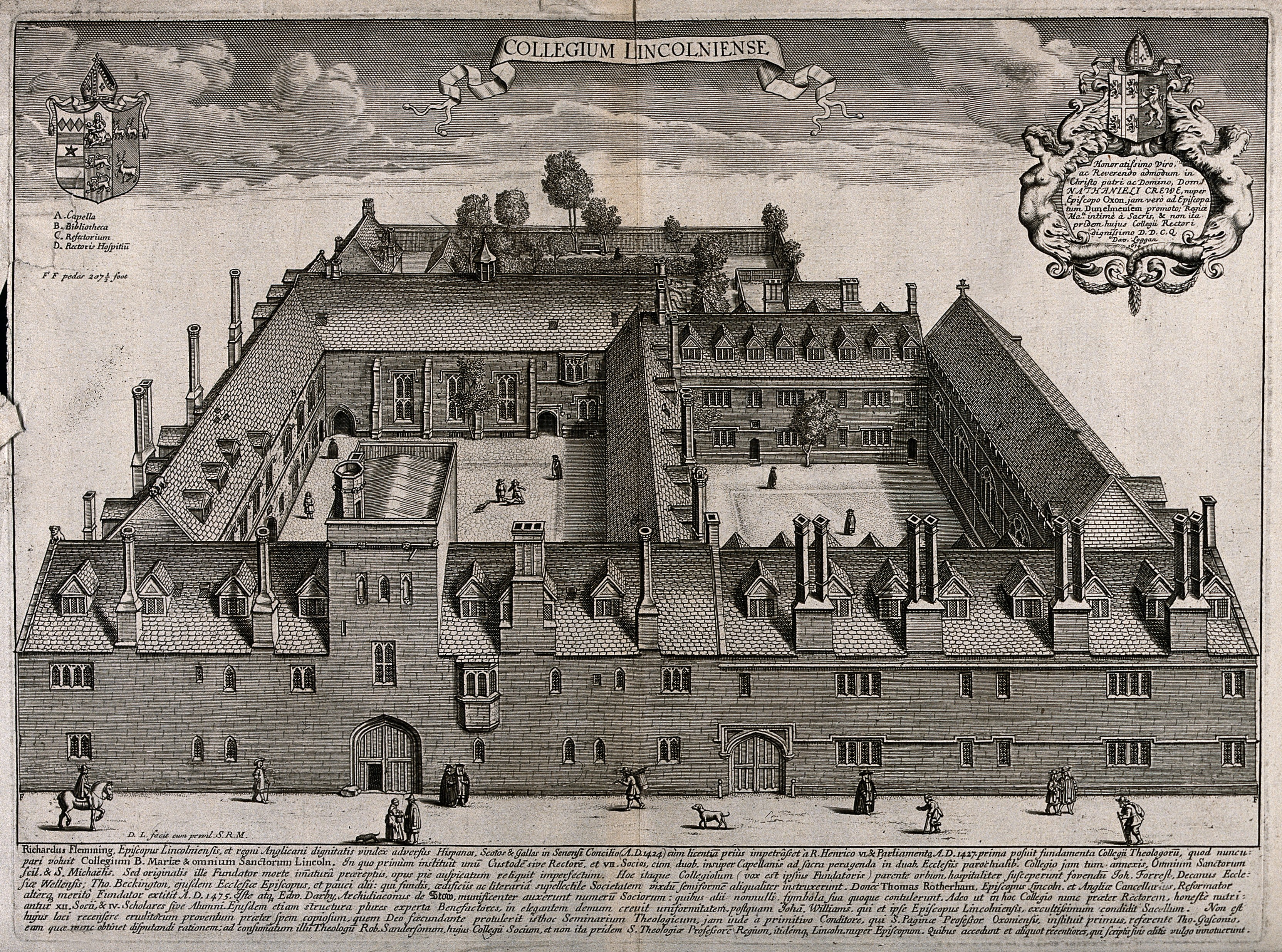
Lincoln College (gravure de 1674).

En tant qu'évêque de Lincoln, Thomas Rotherham s'intéresse de près au Lincoln College, collège de l'université d'Oxford fondé en 1427 par son prédécesseur l'évêque de Lincoln Richard Fleming. Il parvient à le tirer de sa situation précaire en lui accordant une série de bénéfices ecclésiastiques, finance des travaux de construction et élabore la charte qui le régit dans les grandes lignes jusqu'en 1854. Ses efforts lui valent d'être considéré comme le second fondateur du Lincoln College après Fleming.
Après la mort de Lawrence Booth, Thomas Rotherham est choisi pour lui succéder comme archevêque d'York. Il est transféré à son nouveau siège le 7 juillet 1480. Il succède également à Booth à la tête du Pembroke College de l'université de Cambridge et occupe ce poste jusqu'en 1488.

### La succession d'ÉdouardIV
Après la mort d'Édouard IV, le 9 avril 1483, Rotherham fait partie des célébrants de la messe funéraire du 20 avril. Dans les jours qui suivent, il épouse la cause de la reine douairière Élisabeth Woodville et dénonce la nomination du duc Richard de Gloucester en tant que régent d'Édouard V. Lorsque Richard se saisit du jeune Édouard et qu'Élisabeth doit s'enfuir, l'archevêque remet le Grand sceau du royaume à la reine. Même s'il finit par le récupérer et le remettre à l'archevêque de Cantorbéry Thomas Bourchier, cette initiative n'incite pas le duc de Gloucester à lui faire confiance. Le 13 mai, le régent nomme un nouveau lord chancelier en la personne de John Russell (en), qui avait déjà succédé à Rotherham en tant qu'évêque de Lincoln.
Soupçonné de participation à la conspiration de Lord Hastings et des Woodville visant Richard, Thomas Rotherham est arrêté le 13 juin et incarcéré à la Tour de Londres, mais il recouvre sa liberté dès la mi-juillet. Il semble s'être rapidement soumis à l'autorité de Richard III ; le chroniqueur Polydore Virgile rapporte que c'est à lui que le nouveau roi choisit de se plaindre de la stérilité de sa femme Anne Neville.

### Sous les Tudor
Thomas Rotherham redevient brièvement lord chancelier au début du règne d'Henri VII, mais il se fait discret sur la scène politique et n'occupe plus de hautes charges après 1485, peut-être pour des raisons de santé. Il reste cependant actif dans son diocèse, où il défend vigoureusement les privilèges et les intérêts de l'Église. Il dresse son testament en 1498 et meurt deux ans plus tard, le 29 mai 1500, au château de Cawood, dans le Yorkshire. Il est enterré dans la cathédrale d'York.
Thomas Rotherham est couramment appelé « Thomas Scot » dans les sources à partir du XVIe siècle. Néanmoins, ce terme n'est pas attesté de son vivant, ni sous sa plume, ni sous celle de son entourage, même si son testament mentionne un certain John Scott d'Ecclesfield qui lui est apparenté.